# Fenesta ca lucive (film 1914)
Fenesta ca lucive è un film muto italiano del 1914 diretto da Roberto Troncone.